# Batalha de Sobraon
The Batalha de Sobraon foi travada em 10 de fevereiro de 1846, entre as forças da Companhia Britânica das Índias Orientais e o Sikh Khalsa Army, o exército em declínio do Império Sikh do Punjabe. Os sikhs foram completamente derrotados, fazendo dessa a batalha decisiva da Primeira Guerra Anglo-Sikh.

## Antecedentes

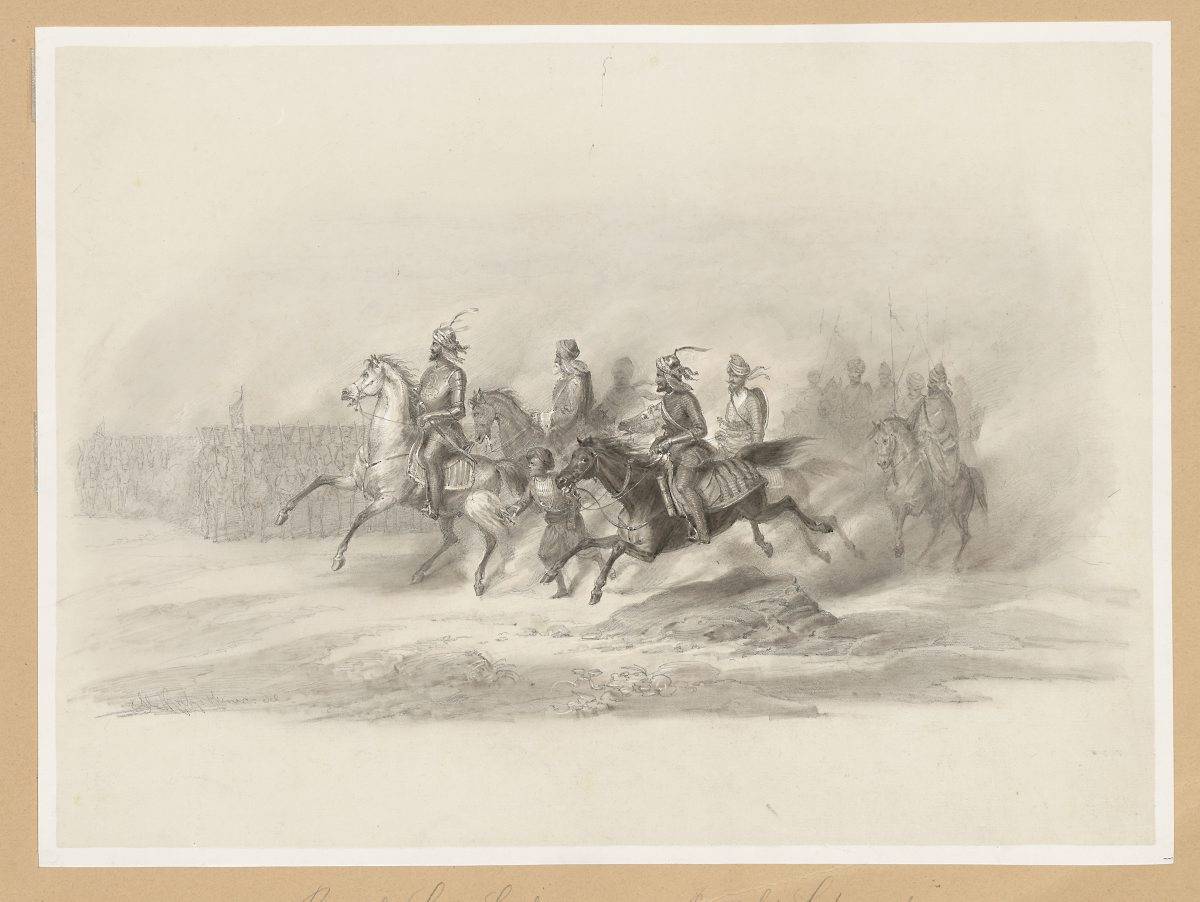
Raja Lal Singh inspecionando tropas em Lahore. Litografia baseada em desenho original do Príncipe Waldemar da Prússia, publicada em 'In Memory of the Travels of Prince Waldemar of Prussia to India 1844–1846' (Vol. II). Raja Lal Singh liderou as forças sikhs contra os britânicos durante a Primeira Guerra Anglo-Sikh, 1846

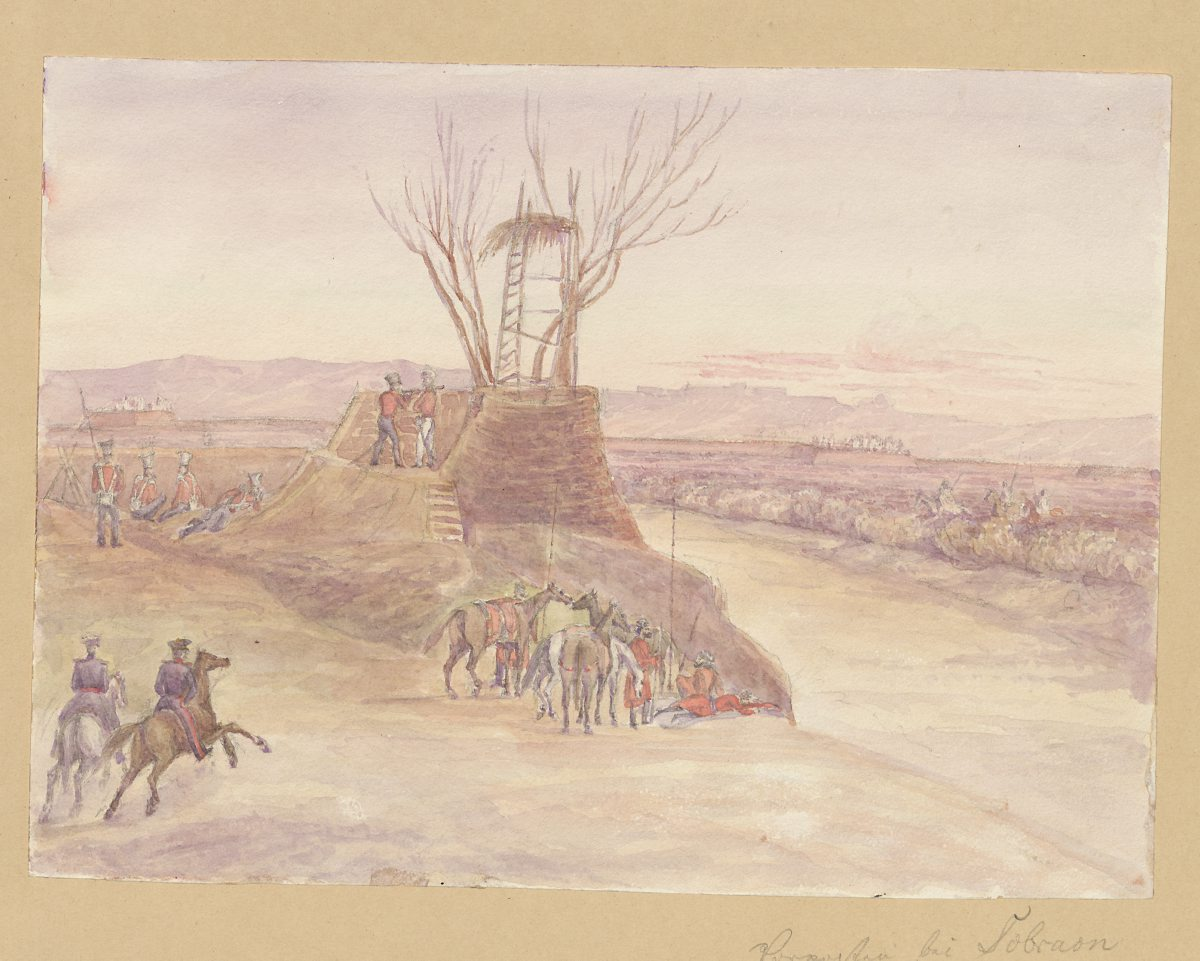
Posto militar próximo a Sobraon. Litografia baseada em desenho original do Príncipe Waldemar da Prússia, publicada em 'In Memory of the Travels of Prince Waldemar of Prussia to India 1844–1846' (Vol. II)

A Primeira Guerra Anglo-Sikh começou no final de 1845, após uma combinação de crescente desordem no Império Sikh depois da morte de Ranjit Singh em 1839 e provocações da Companhia Britânica das Índias Orientais, o que levou o Sikh Khalsa Army a invadir território britânico. Os britânicos venceram as duas primeiras batalhas importantes da guerra graças a uma combinação de sorte, firmeza das unidades britânicas e de Bengala e traição de Tej Singh e Lal Singh, os comandantes do Exército Sikh.
Pelo lado britânico, o governador-geral, Sir Henry Hardinge, estava alarmado pelas táticas frontais do comandante-chefe do Exército de Bengala, Sir Hugh Gough, e pretendia removê-lo do comando. No entanto, nenhum comandante com patente suficiente para sobrepujar Gough poderia chegar da Inglaterra em alguns meses. Então, o moral do exército foi reavivado pela vitória alcançada por Sir Harry Smith na Batalha de Aliwal, que eliminou uma ameaça às linhas de comunicação do exército, e pela chegada de reforços, incluindo a muito necessária artilharia pesada e dois batalhões de Gurkhas.
Os sikhs ficaram momentaneamente abalados com a derrota na Batalha de Ferozeshah e retiraram a maior parte de suas forças para além do Rio Sutlej. A regente Jind Kaur, que governava em nome de seu filho, o marajá criança Duleep Singh, acusou 500 de seus oficiais de covardia, chegando a atirar uma de suas vestes no rosto deles.
O Khalsa foi reforçado pelos distritos a oeste de Lahore e então se moveu em força para uma cabeça de ponte através do Sutlej em Sobraon, fortificando seu acampamento. Qualquer hesitação após as derrotas anteriores foi dissipada pela presença do respeitado líder veterano Sham Singh Attariwala. Infelizmente para o Khalsa, Tej Singh e Lal Singh mantiveram a direção geral dos exércitos sikhs. Além disso, a posição em Sobraon estava ligada à margem ocidental (punjabi) do rio por uma única e vulnerável ponte flutuante (pontão). Três dias consecutivos de chuva antes da batalha haviam elevado o nível do rio, ameaçando levar embora essa ponte.

## A batalha
Gough pretendia atacar o exército sikh assim que a divisão de Smith retornasse de Ludhiana, mas Hardinge forçou-o a esperar até que chegasse um comboio de artilharia pesada. Finalmente, ele avançou no início de 10 de fevereiro. O começo da batalha foi retardado por um forte nevoeiro, mas, quando este se dissipou, 35 canhões pesados e obuseiros britânicos abriram fogo. A artilharia sikh revidou. O bombardeio prosseguiu por duas horas, com pouco efeito sobre as defesas sikhs. Disseram a Gough que seus canhões pesados estavam ficando sem munição e ele teria respondido: “Graças a Deus! Então irei atacá-los na baioneta”.

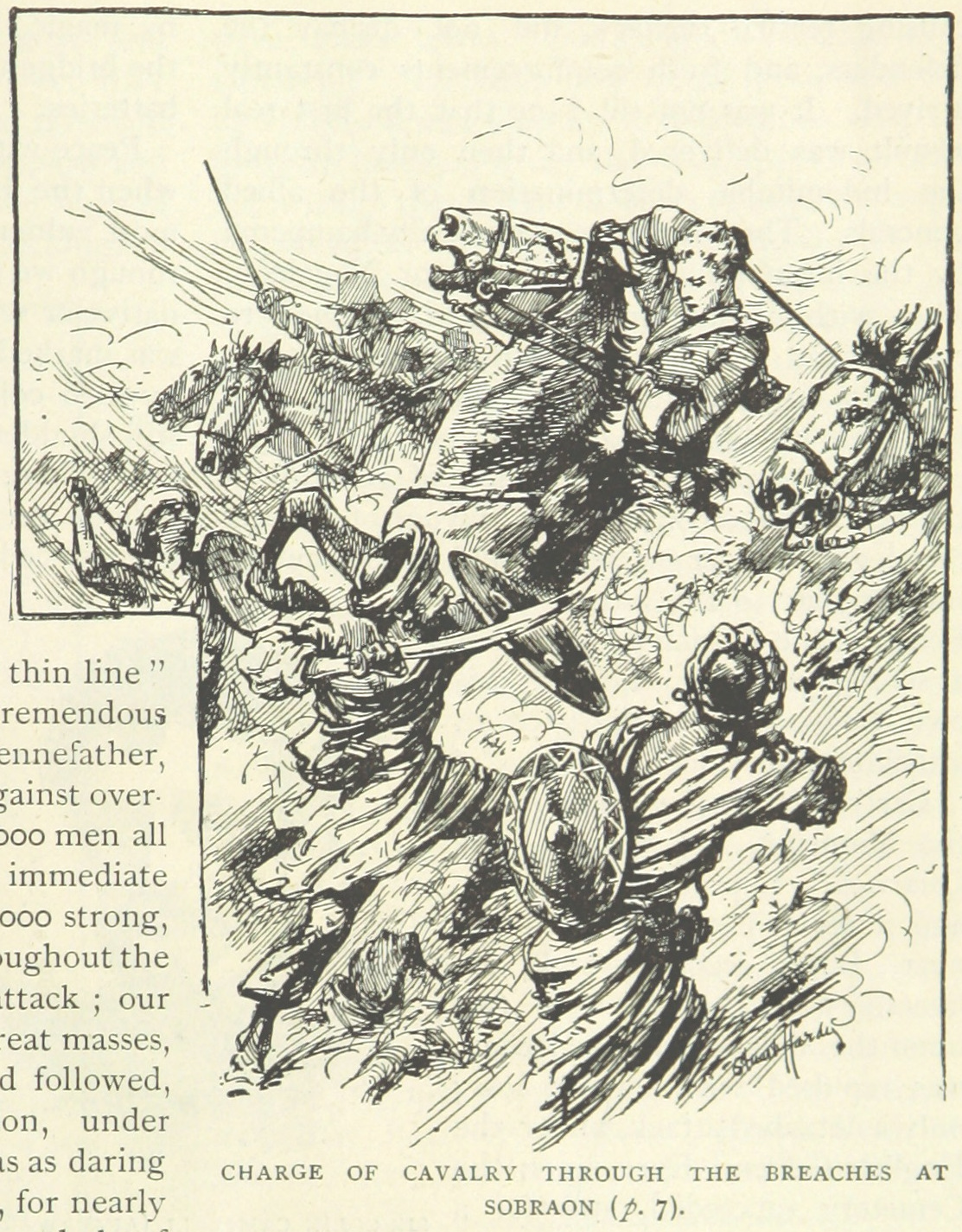
A cavalaria britânica ataca a brecha (ilustração de um livro britânico)

Duas divisões britânicas sob Harry Smith e o major-general Sir Walter Gilbert fizeram ataques de distração à esquerda sikh, enquanto outra divisão, sob o major-general Robert Henry Dick, realizou o ataque principal à direita sikh, onde as defesas eram de areia fofa e estavam mais baixas e frágeis que o restante da linha. (Acredita-se que Lal Singh tenha fornecido essas informações ao major Henry Lawrence, o Agente Político no quartel-general de Gough.) Ainda assim, a divisão de Dick foi repelida pelos contra-ataques sikhs depois de ganhar posições iniciais dentro das linhas inimigas. O próprio Dick foi morto. Quando os britânicos recuaram, alguns soldados sikhs, em frenesi, atacaram os feridos britânicos deixados na vala em frente às fortificações, enfurecendo ainda mais os soldados britânicos.
Britânicos, gurkhas e regimentos de Bengala renovaram seus ataques ao longo de toda a linha das fortificações, abrindo brechas em vários pontos. No vulnerável flanco direito sikh, engenheiros explodiram uma ruptura nas defesas, e a cavalaria e a artilharia a cavalo britânicas avançaram por ali para enfrentar os sikhs no centro de suas posições. Tej Singh havia deixado o campo de batalha mais cedo. Em muitos relatos sikhs, alega-se que ele deliberadamente enfraqueceu a ponte de pontões, soltando o barco central, ou ordenou à própria artilharia na margem ocidental que atirasse na ponte, sob o pretexto de impedir a perseguição britânica. Relatos britânicos afirmam que a ponte, já fragilizada pelo rio cheio, simplesmente ruiu sob o peso das tropas que tentavam recuar por ela. Qualquer que seja a versão correta, a ponte se partiu, deixando cerca de 20 000 soldados do Sikh Khalsa Army presos na margem leste.

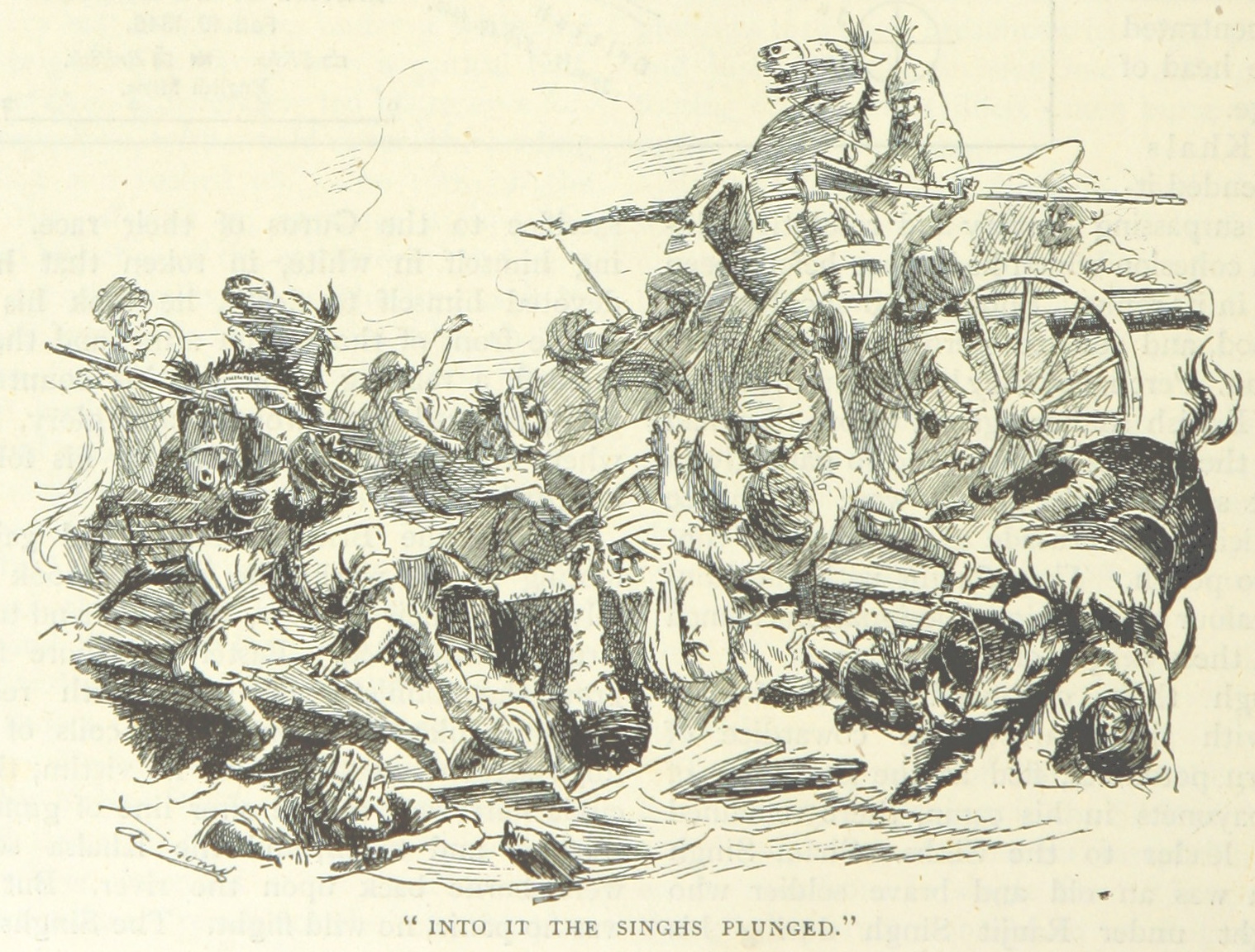
A ponte cai (ilustração de um livro britânico)

Nenhum dos soldados sikhs cercados tentou se render. Muitos destacamentos, incluindo um liderado por Sham Singh Attariwala, lutaram até a morte. Alguns sikhs avançaram contra os regimentos britânicos com espadas em punho; outros tentaram atravessar ou nadar o rio. A artilharia a cavalo britânica posicionou-se ao longo da margem do rio e continuou atirando contra as multidões na água. Quando o fogo cessou, os sikhs haviam perdido entre 8 000 e 10 000 homens. Os britânicos também capturaram 67 canhões.

## Consequências

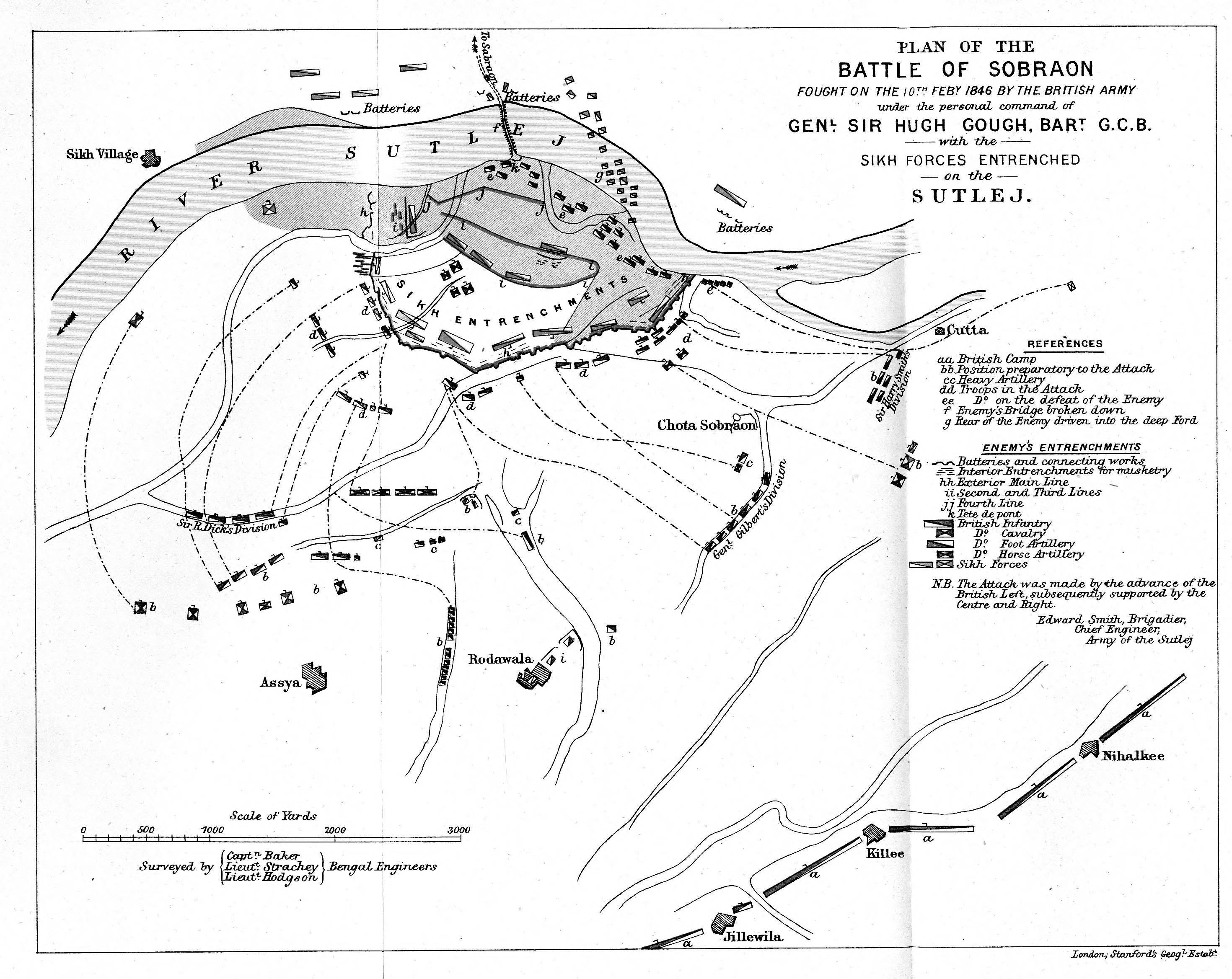
Mapa da batalha

A destruição da ponte não atrasou Gough, se é que essa tinha sido a intenção de Tej Singh. As primeiras unidades britânicas começaram a cruzar o rio na noite do dia da batalha e, em 13 de fevereiro, o exército de Gough estava a apenas 30 milhas (48 km) de Lahore, a capital do Império Sikh. Embora ainda houvesse destacamentos do Khalsa intactos em distritos de fronteira do Punjabe, eles não poderiam se concentrar rapidamente para defender Lahore.

O durbar central do Punjabe nomeou Gulab Singh, governante efetivo de Jammu, para negociar os termos de rendição. Pelo Tratado de Lahore, os sikhs cederam as valiosas terras agrícolas do Bist Doab (Jullundur Doab) (entre os rios Beas e Sutlej) para a Companhia Britânica das Índias Orientais e aceitaram a presença de um Residente britânico em Lahore, com subordinados em outras cidades principais. Esses Residentes e Agentes governariam o Punjabe indiretamente, por meio de sardars sikhs. Além disso, os sikhs deveriam pagar uma indenização de 1,2 milhão de libras. Como não conseguiam reunir facilmente essa quantia, Gulab Singh foi autorizado a adquirir Caxemira do Punjabe pagando 750 000 libras à Companhia Britânica das Índias Orientais.

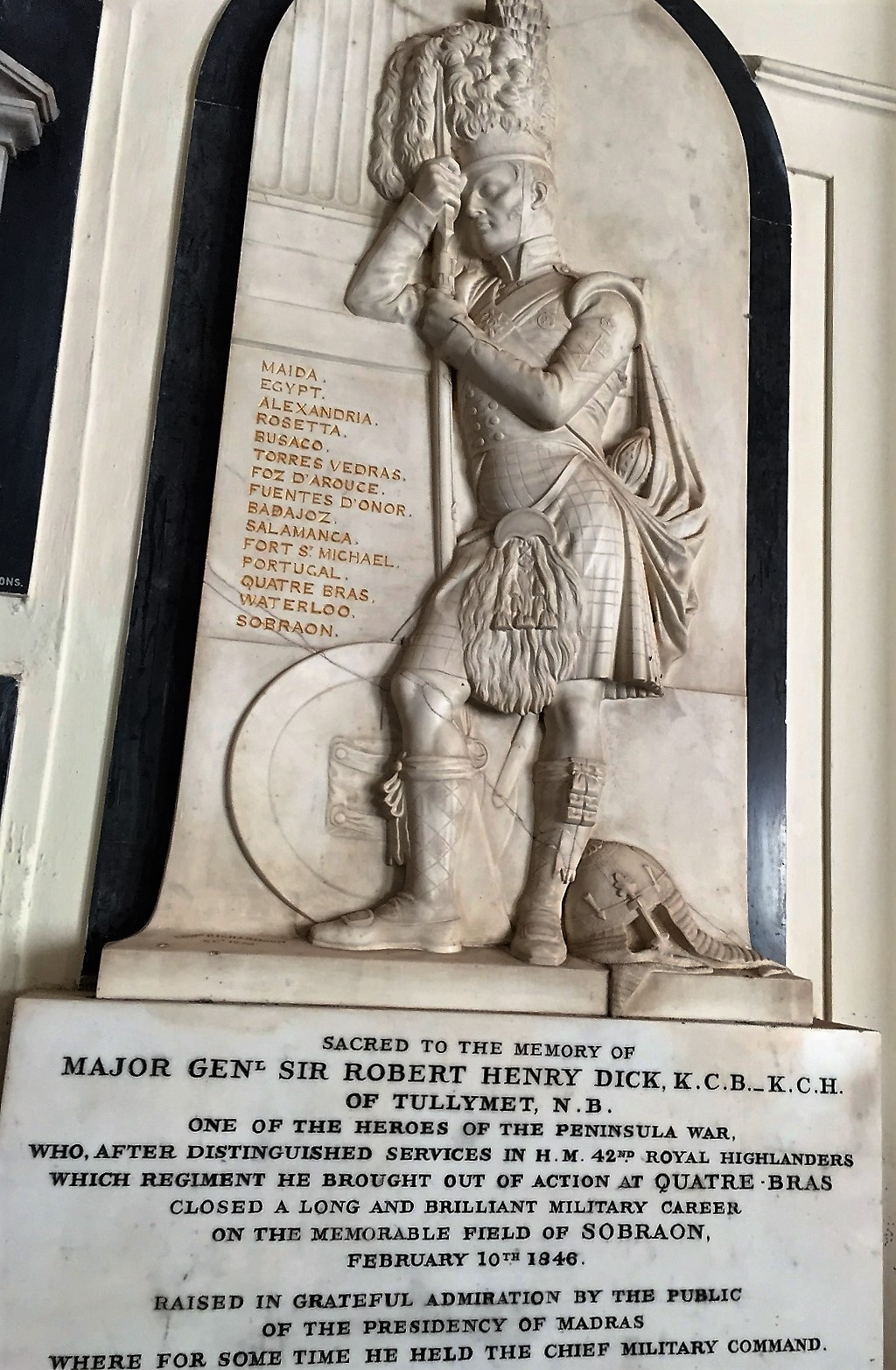
Memorial a Sir Robert Henry Dick na Catedral de São Jorge, Madras, retratando um Highlander do 42º Regimento em uniforme completo

## Monumento
Um monumento foi erguido no local da batalha em Rhodawala em 1868. Fotografias do monumento